# Kwame Nsor
Kwame Nsor (* 1. August 1992 in Accra) ist ein ghanaischer ehemaliger Fußballspieler.

## Karriere

### Verein
Bis 2009 spielte Nsor für die Tudu Mighty Jets aus Accra und die Saison 2009/10 leihweise für den All Stars FC aus Wa.
Im August 2010 wechselte er nach Frankreich zum FC Metz. In der Saison 2010/11 spielte er in der U-19, 2011/12 in der zweiten Mannschaft des FC Metz in der viertklassigen CFA. Am 33. Spieltag der Saison 2011/12 debütierte Nsor in der ersten Mannschaft der Lothringer in der Ligue 2. Beim Auswärtssieg gegen den RC Lens stand er in der Startelf und erzielte in der Nachspielzeit den Treffer zum 2:0-Endstand. In den verbleibenden fünf Saisonspielen, in denen er viermal von Beginn an spielte und einmal eingewechselt wurde, erzielte er ein weiteres Tor und bereitete einen Treffer vor. Der FC Metz stieg am Saisonende ab.
Im Sommer 2012 ging er nach Deutschland und unterschrieb beim zuvor aus der Bundesliga abgestiegenen 1. FC Kaiserslautern einen Vierjahresvertrag. Am 16. September 2012 debütierte er für den FCK im Heimspiel gegen Duisburg, das der FCK mit 2:1 gewann. Nsor wurde in der 74. Minute für Enis Alushi eingewechselt.
Zur Saison 2013/14 war ein Leihvertrag mit dem SV Sandhausen bereits abgeschlossen. Aufgrund fehlender sportärztlicher Atteste nahm der SV Sandhausen vom Vertrag Abstand. Letztlich verblieb er zunächst beim 1. FCK, der Vertrag wurde aber Ende August 2013 aufgelöst und Nsor kehrte kurze Zeit später zum FC Metz zurück. Mit den Franzosen wurde er umgehend Meister der Ligue 2 2013/14, ehe er mit dem Team nach nur einer Saison in der Erstklassigkeit und persönlich nur sehr wenigen Einsätzen wieder in die zweithöchste Fußballliga des Landes abstieg. Grund für seine verhältnismäßig wenigen Einsätze waren diversen Verletzungen, so zum Beispiel eine Knorpelverletzung im Knie oder eine lange andauernde Oberschenkelzerrung.
Um Einsatzminuten zu sammeln wurde Nsor, dessen Vertrag bei Metz noch bis zum Sommer 2017 läuft, im Sommer 2015 für eine Saison an den belgischen Zweitligisten RFC Seraing verliehen.
2016 verpflichtete ihn der portugiesische Verein União Madeira und ein Jahr später wechselte er zum Zweitligisten Académico de Viseu FC. Anfang der Saison 2019/20 wechselte er zu CD Feirense und in der folgenden Winterpause weiter zu CD Cova da Piedade.

### Nationalmannschaft
Mit der ghanaischen U-17-Nationalmannschaft nahm Nsor an der Qualifikation zur U-17-Afrikameisterschaft 2009 teil. Die „Black Starlets“ scheiterten in der letzten Qualifikationsrunde mit 3:1 und 0:2 am späteren Turniersieger Gambia.
Mit Ghanas U-20 nahm er an der U-20-Afrikameisterschaft 2011 teil. Sein Team schied als Gruppendritter hinter Kamerun und Nigeria nach der Vorrunde aus dem Turnier aus. Nsor absolvierte alle drei Spiele und erzielte zwei Tore. Insgesamt bestritt Nsor neun Spiele für die U-20, in denen er drei Tore erzielte.